# Leggenda maggiore
La Leggenda maggiore (Legenda Maior), detta appunto Maior per distinguerla dalla Legenda minor che consiste in un compendio di carattere liturgico, è una biografia di san Francesco d'Assisi scritta in latino da Bonaventura da Bagnoregio su commissione dell'Ordine dei Frati Minori e approvata dal capitolo generale di Pisa nel 1263.
L'opera, che è preceduta da un prologo, è strutturata in quindici capitoli che narrano della vita e della morte del santo, seguiti dalla narrazione dei miracoli post mortem suddivisi in dieci sezioni.
I fatti che narra l'autore non sono comunque del tutto originali, ma derivano da una rielaborazione fatta sul materiale tratto dalle Vite di Tommaso da Celano, con alcune integrazioni provenienti dalla Vita di Giuliano di Spira e della Leggenda dei Tre Compagni, anche se la loro strutturazione è nuova e molte delle testimonianze orali e scritte non sono mai state utilizzate da Tommaso.
Dalla Leggenda maggiore sono stati tratti i 28 affreschi e i relativi tituli delle scene delle Storie di san Francesco nella Basilica superiore di Assisi.